# Итамарати
Итамарати (порт. Itamarati)  —  муниципалитет в Бразилии, входит в штат Амазонас. Составная часть мезорегиона Юго-запад штата Амазонас. Входит в экономико-статистический микрорегион Журуа. Население составляет 8038 человек. Занимает площадь 25 260,429 км². Плотность населения — 0,32 чел./км².

## Границы
Муниципалитет граничит:
- на севере —  муниципалитет Карауари
- на востоке —  муниципалитет Тапауа
- на юго-востоке —  муниципалитет Лабреа
- на юге —  муниципалитет Пауини
- на юго-западе —  муниципалитет Энвира
- на западе —  муниципалитет Эйрунепе
- на северо-западе —  муниципалитет Жутаи

## Демография
Согласно сведениям, собранным в ходе переписи 2010 г. Национальным институтом географии и статистики (IBGE), население муниципалитета составляет:
| Полное население                               | Полное население                               | Полное население                               | Полное население                               | 8038  |
| ---------------------------------------------- | ---------------------------------------------- | ---------------------------------------------- | ---------------------------------------------- | ----- |
| в том числе:                                   | Городское население                            | 4472                                           | Процент городского населения, %                | 55,64 |
|                                                | Сельское население                             | 3566                                           | Процент сельского населения, %                 | 44,36 |
|                                                | Мужское население                              | 4236                                           | Процент мужского населения, %                  | 52,70 |
|                                                | Женское население                              | 3802                                           | Процент женского населения, %                  | 47,30 |
| Плотность населения, чел/км²                   | Плотность населения, чел/км²                   | Плотность населения, чел/км²                   | Плотность населения, чел/км²                   | 0,32  |
| Население муниципалитета в % к населению штата | Население муниципалитета в % к населению штата | Население муниципалитета в % к населению штата | Население муниципалитета в % к населению штата | 0,23  |

По данным оценки 2015 года, население муниципалитета составляет 8179 жителей.

## Важнейшие населенные пункты
| № | Населённый пункт | Населённый пункт (порт.) | Категория         | Население чел. (2010) | На карте                       |
| - | ---------------- | ------------------------ | ----------------- | --------------------- | ------------------------------ |
| 1 | Итамарати        | Itamarati                | город             | 4472                  | 6°26′20″ ю. ш. 68°14′34″ з. д. |
| 2 | Морада-Нова      | Morada Nova              | индейская деревня | 260                   | 6°21′18″ ю. ш. 67°52′30″ з. д. |
| 3 | Боядор           | Boiador                  | индейская деревня | 192                   | 6°24′30″ ю. ш. 67°56′22″ з. д. |
| 4 | Итауба           | Itaúba                   | индейская деревня | 134                   | 6°29′54″ ю. ш. 67°59′20″ з. д. |